# Suessenguthia barthleniana
Suessenguthia barthleniana är en akantusväxtart som beskrevs av Schmidt-leb.. Suessenguthia barthleniana ingår i släktet Suessenguthia och familjen akantusväxter. Inga underarter finns listade i Catalogue of Life.